# Featherdale Wildlife Park
Koordinaten: 33° 45′ 58″ S, 150° 53′ 3″ O

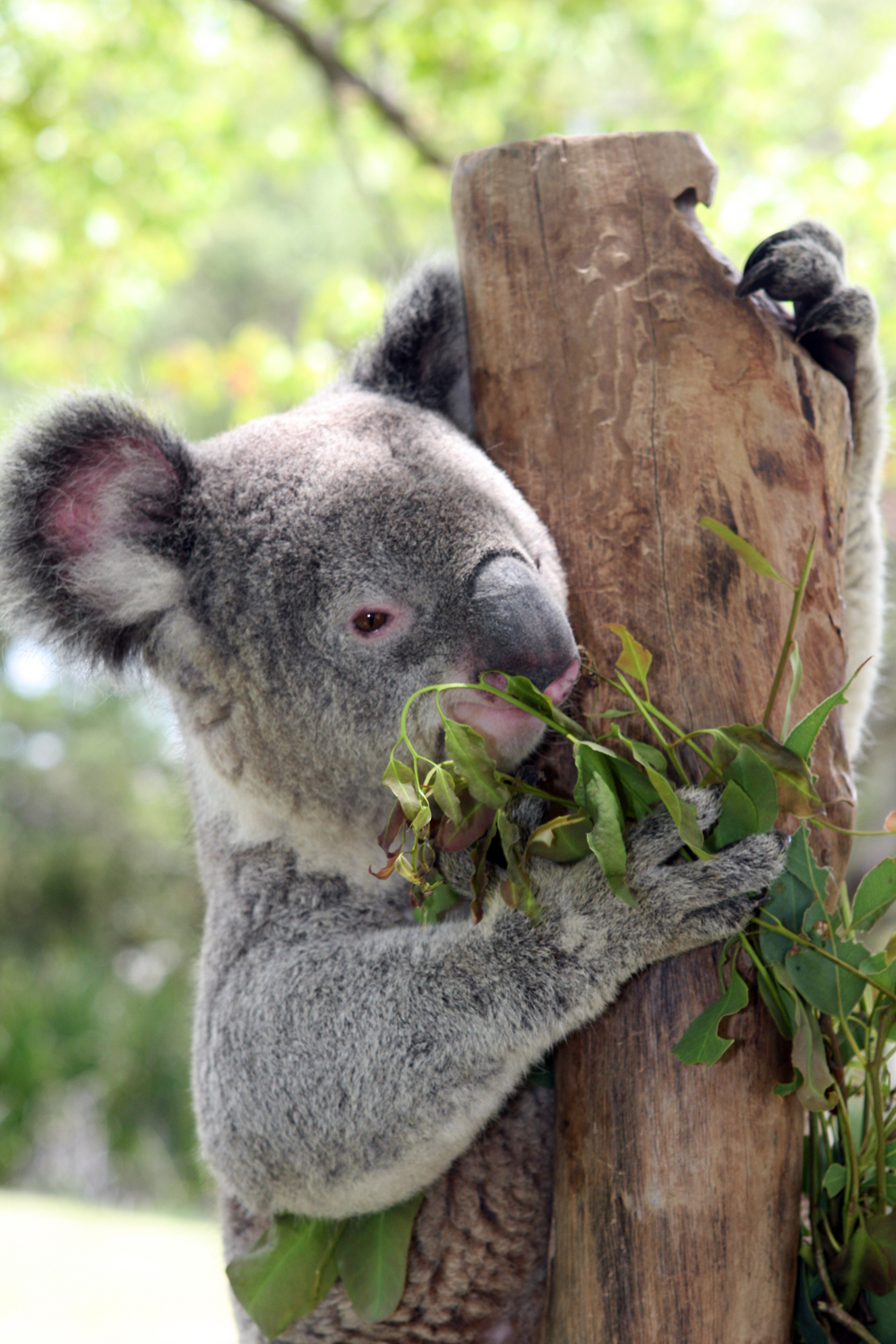
Koala

Der Featherdale Wildlife Park, ist ein australischer Tierpark in Doonside, einem Vorort von Sydney in New South Wales. Er wurde im Jahr 1972 eröffnet und umfasst eine Fläche von etwa 3,3 Hektar. Der Tierpark ist Mitglied der Zoo and Aquarium Association Australasia (ZAA).

## Tierbestand
Im Tierpark werden rund 2000 Tiere in 260 Arten gehalten. Es werden schwerpunktmäßig Tiere, die der australischen Fauna angehören, gezeigt. Großenteils sind die Arten in Australien endemisch. Dadurch soll das Interesse der Besucher für die heimische Tierwelt intensiviert werden. Gezeigt werden Säugetiere, Reptilien und Vögel. Es werden mehrere Zucht- und Erhaltungsprogramme bedrohter Tierarten unterstützt. Die Anlagen für die Tiere sind derart konzipiert, dass sie ihren natürlichen Lebensräumen entsprechen. Im Folgenden ist eine Bild-Auswahl des Bestandes an in Australien heimischen Tieren der Jahre 2010 bis 2018 gezeigt:

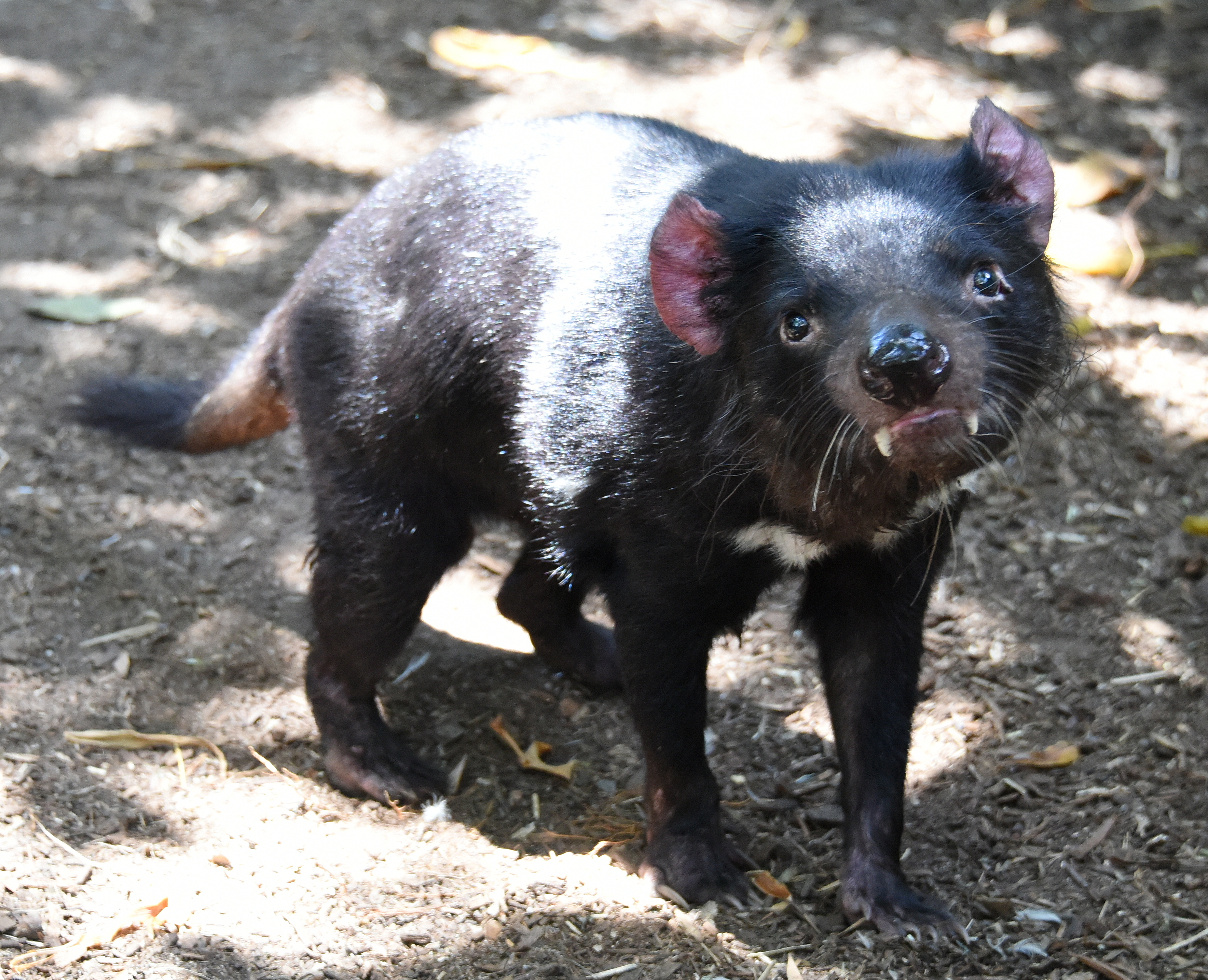
Tasmanischer Teufel (Sarcophilus harrisii)
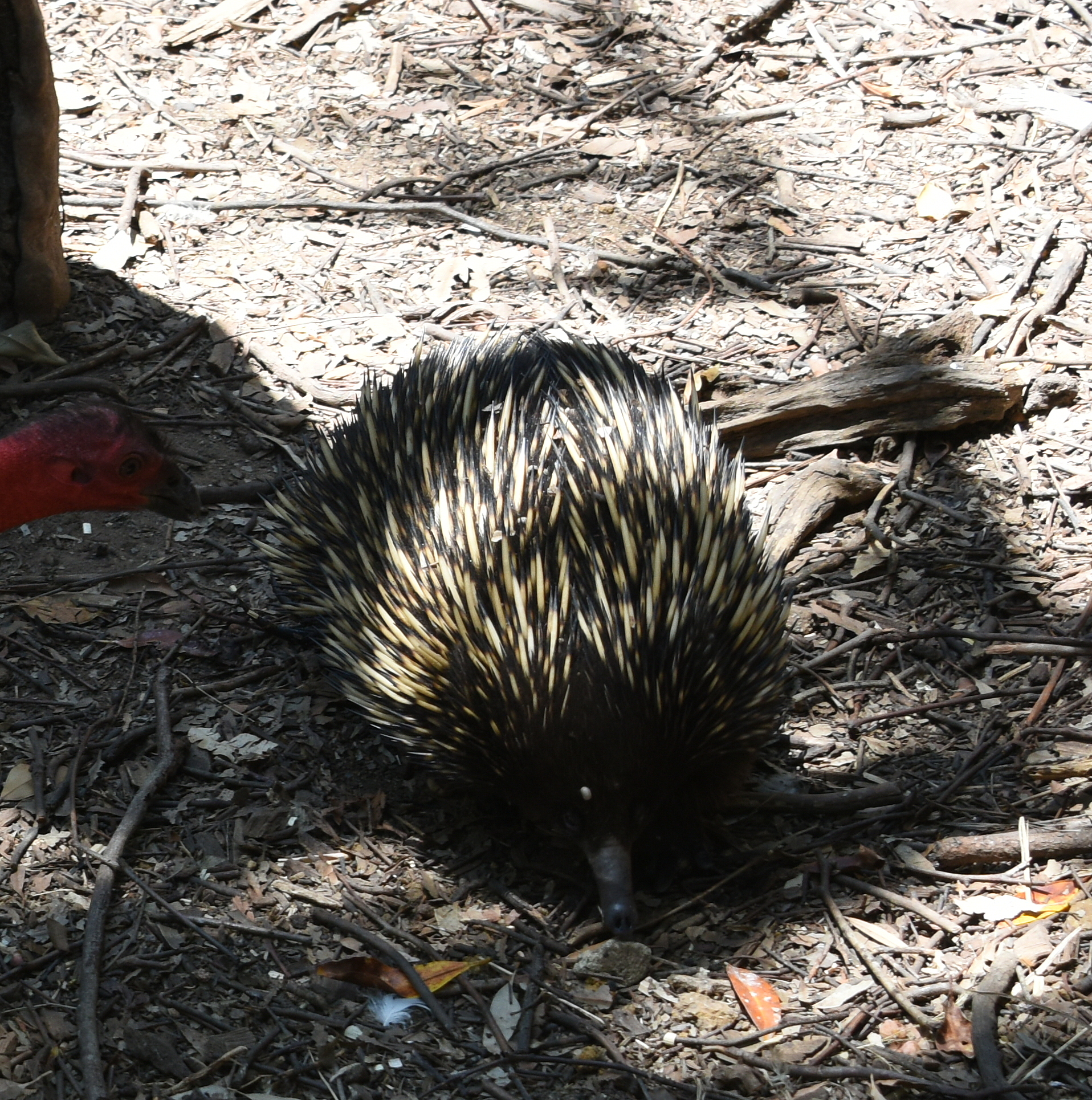
Kurzschnabeligel (Tachyglossus aculeatus)
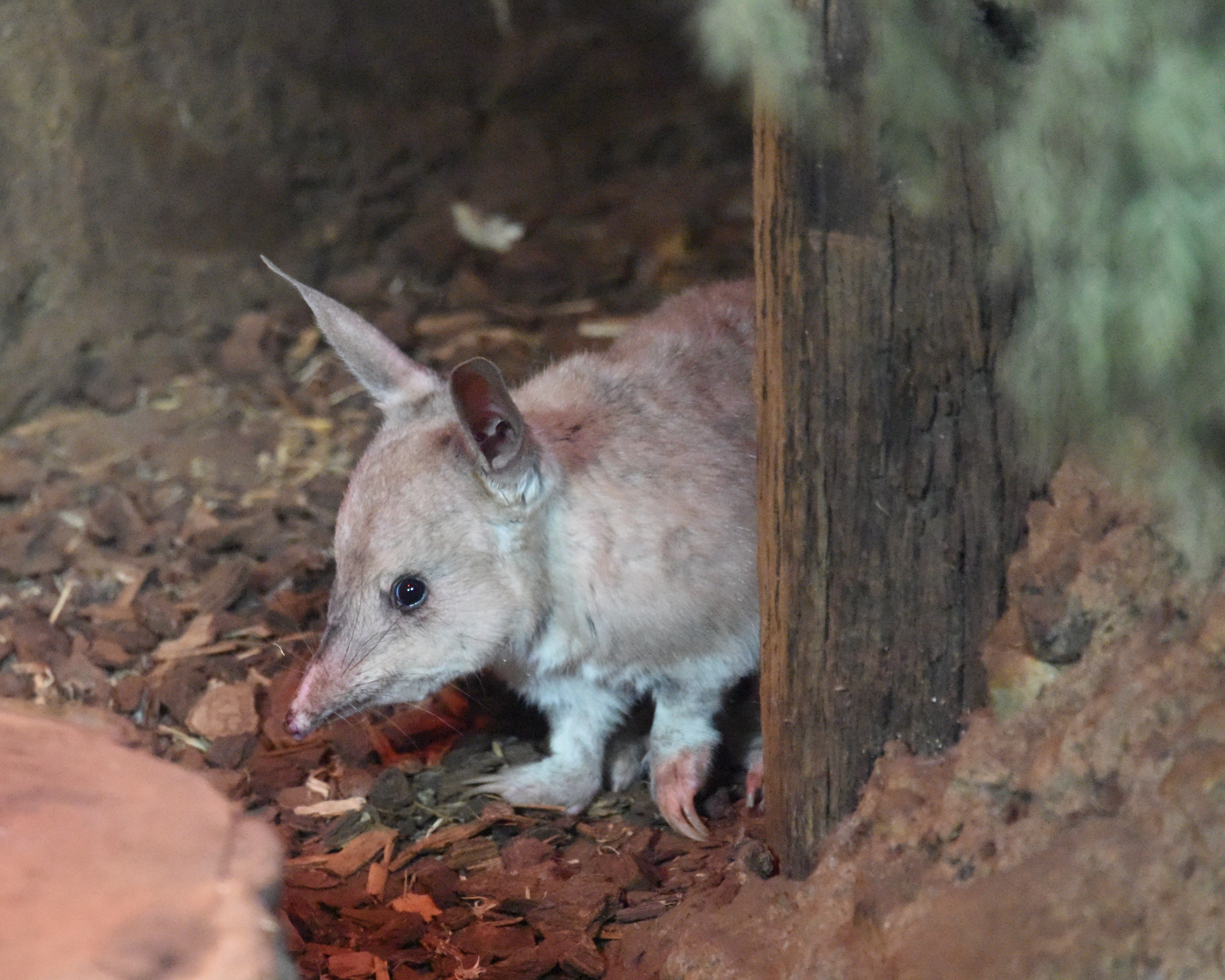
Großer Kaninchennasenbeutler (Macrotis lagotis)
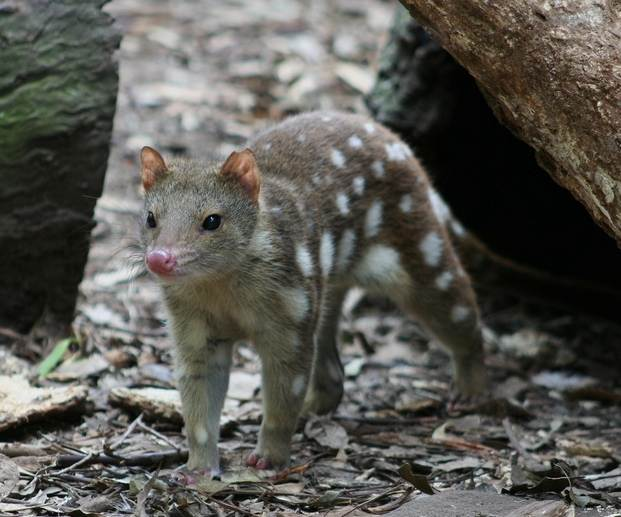
Riesenbeutelmarder (Dasyurus  maculatus)
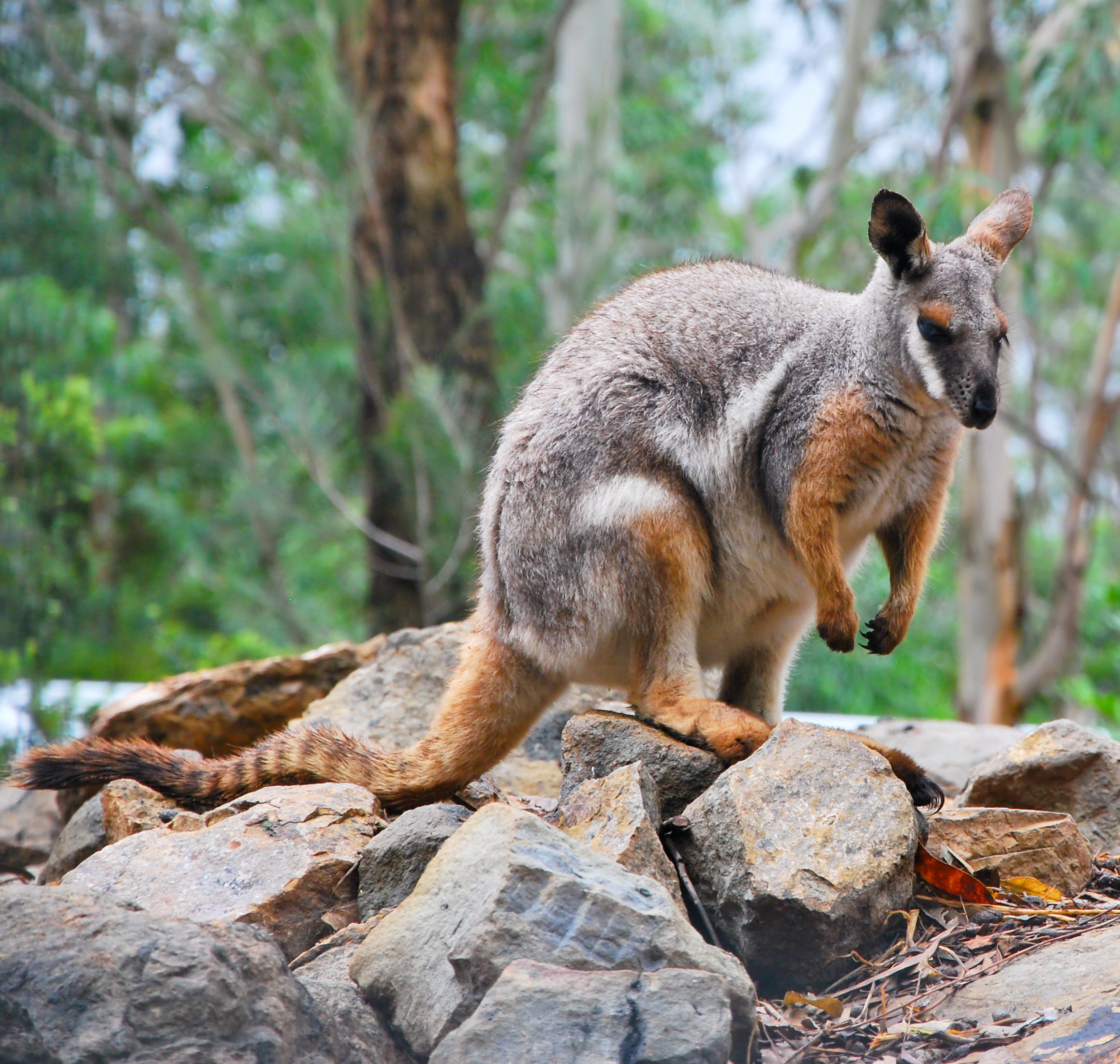
Bürstenschwanz-Felskänguru (Petrogale penicillata)
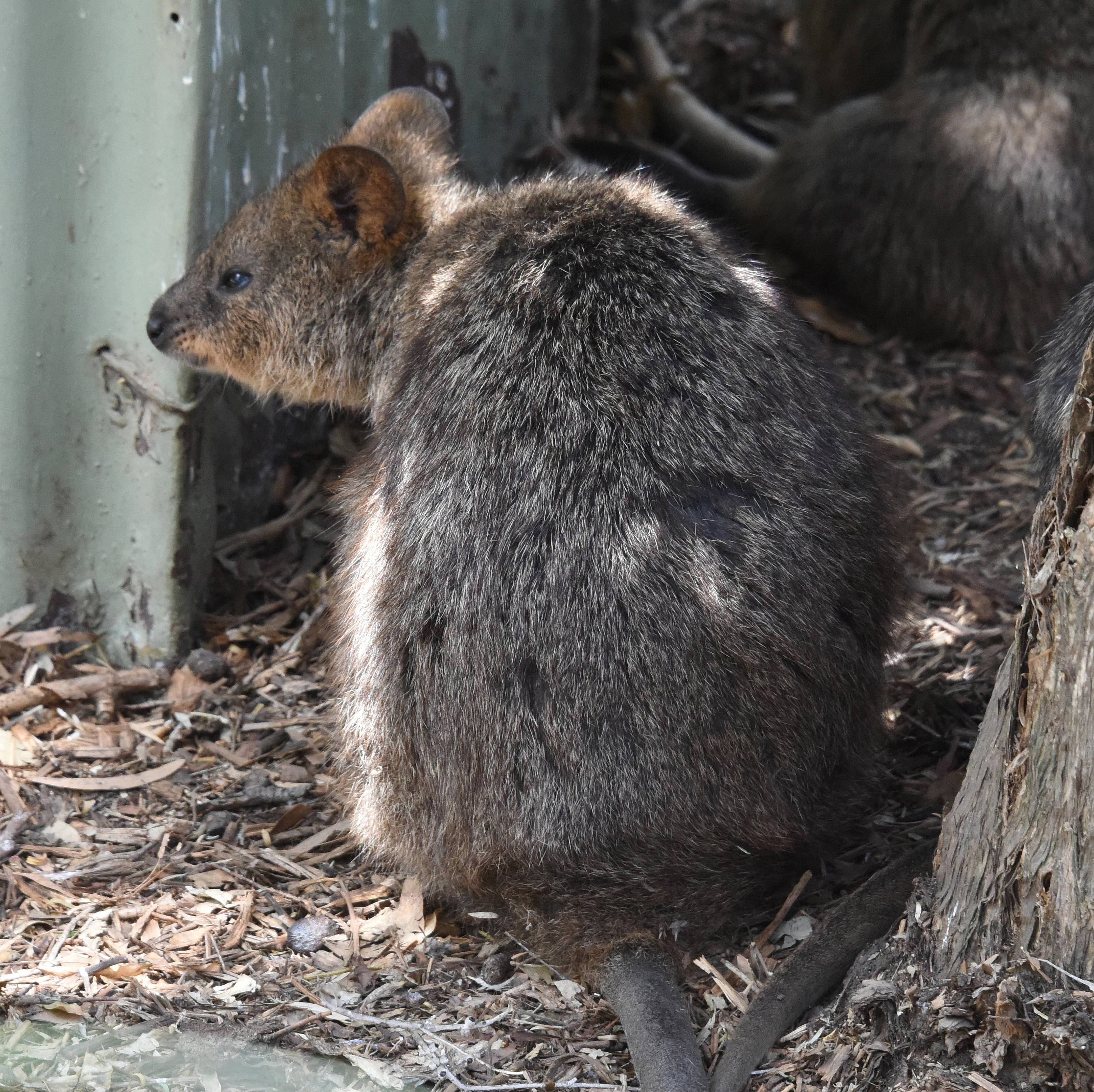
Quokka (Setonix brachyurus)
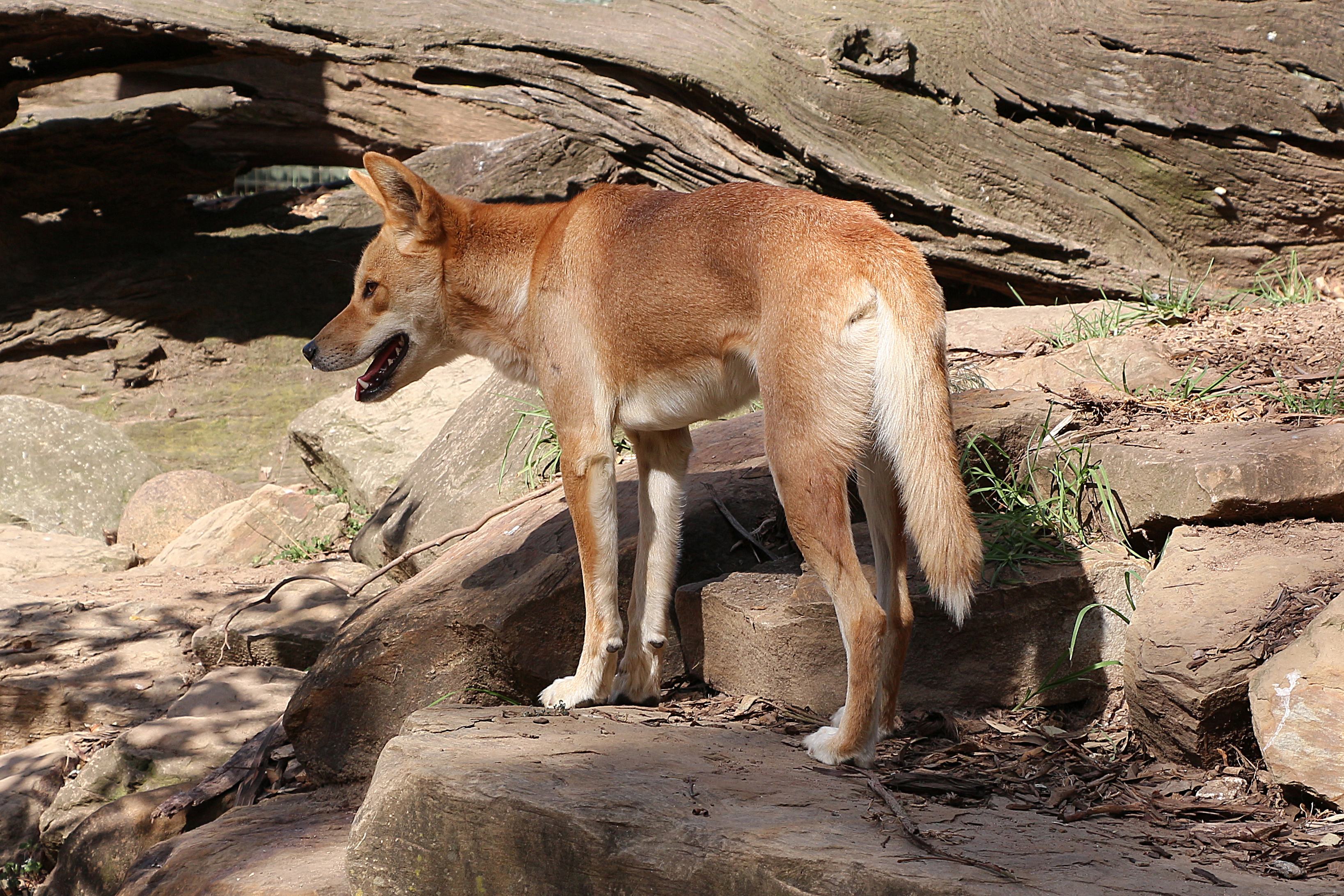
Dingo (Canis lupus dingo)
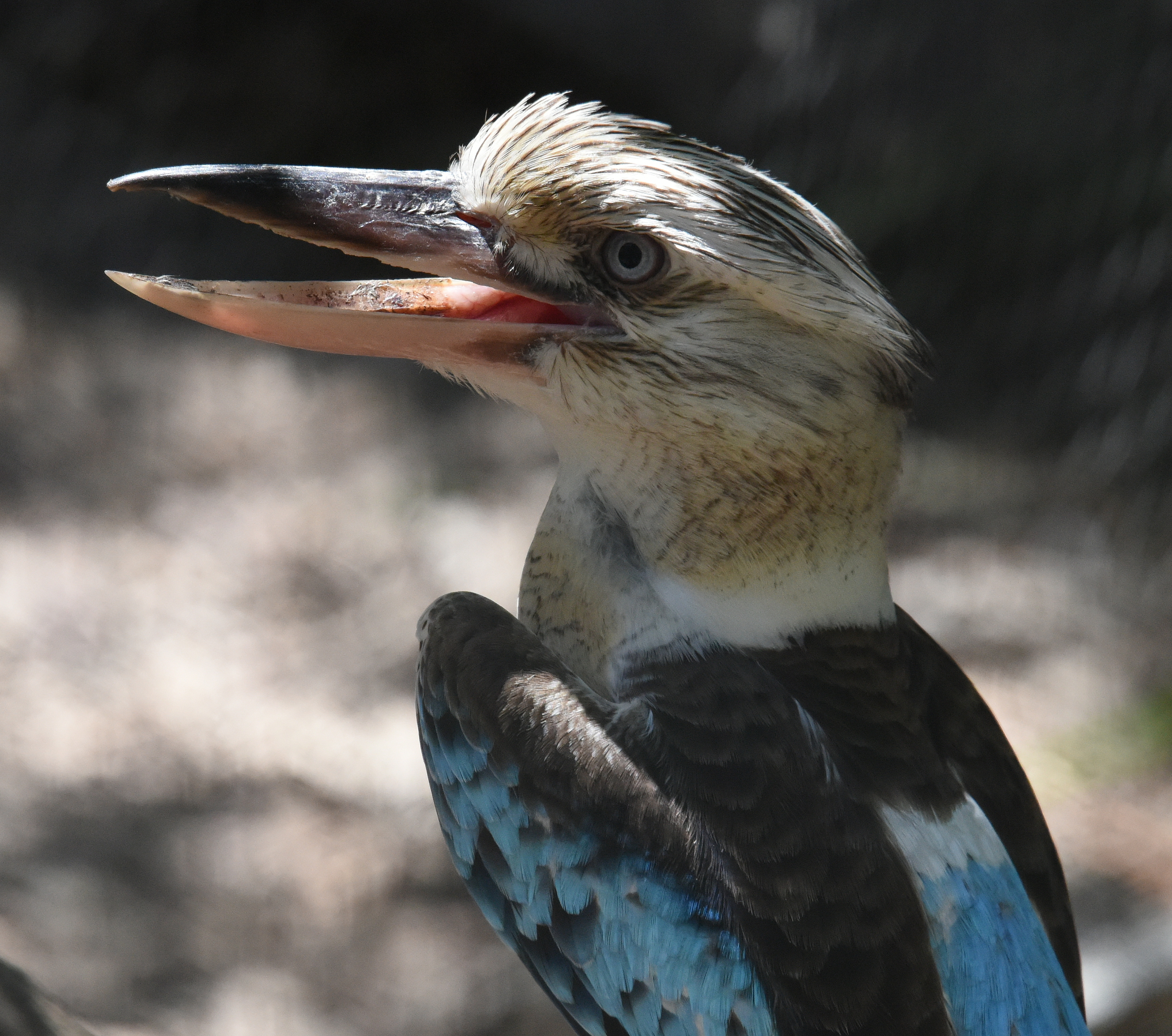
Lachender Hans (Dacelo novaeguineae)

## Koala-Erhaltungsprogramm
Der Featherdale Wildlife Park stellte mehrere Individuen aus seinem Bestand für eine Studie zur Verfügung, die die genetische Struktur von Koalas (Phascolarctos cinereus) und Unterschiede zwischen in Gefangenschaft und in Freiheit lebenden Tieren ermitteln sollte. Außerdem wurde das Nahrungsverhalten der Tiere untersucht. Beteiligt an der Studie waren Spezialisten mehrerer Universitäten, einschließlich der University of Queensland und der University of New South Wales. Aufgrund der den Koalas zur Verfügung stehenden begrenzten Lebensräume wurden auch Untersuchungen über eventuelle Inzucht bei den Populationen angestellt.

## Besondere Einrichtungen
Der Featherdale Wildlife Park ermöglicht enge Begegnungen zwischen Mensch und Tier bei vielen verschiedenen Arten, wobei es den Besuchern ermöglicht wird, die Tiere zu berühren oder zu füttern. Zu diesen Begegnungen zählen: Känguru-Fütterungen, Pinguin-Fütterungen, Krokodil-Fütterungen, Flugdemonstrationen von Vögeln, die zuweilen auf dem Arm eines Besuchers landen oder „Nah-Begegnungen“ mit Waranen. Das „Kuscheln mit einem Koala“ war bis 1988 möglich, wurde danach aufgrund verschärfter Tierschutzbedingungen stark eingeschränkt, Souvenir-Fotos mit ausgewählten Koalas nach den Anweisungen der Pfleger sind jedoch noch möglich.

## Auszeichnungen
1996 gewann der Park in der Kategorie der bedeutenden Touristenattraktion den Australian Tourism Award. Im Jahr 2009 wurde der Featherdale Wildlife Park erneut als wichtigste touristische Attraktion in New South Wales noch vor dem Sydney Opera House ausgezeichnet.